# Mistrzostwa Oceanii w Rugby 7 Kobiet 2007
Mistrzostwa Oceanii w Rugby 7 Kobiet 2007 – pierwsze mistrzostwa Oceanii w rugby 7 kobiet, oficjalne międzynarodowe zawody rugby 7 o randze mistrzostw kontynentu organizowane przez FORU mające na celu wyłonienie najlepszej żeńskiej reprezentacji narodowej w tej dyscyplinie sportu w Oceanii. Odbyły się w formie turnieju rozegranego w dniach 30 listopada – 1 grudnia 2007 roku w Port Moresby.

## Informacje ogólne
W turnieju rywalizowały cztery drużyny systemem kołowym, dwie najlepsze po fazie grupowej zmierzyły się w finale, dwie pozostałe zaś w meczu o trzecie miejsce.
Niepokonana okazała się reprezentacja Fidżi.

## Faza grupowa
Częściowe wyniki
|  | Fidżi | 40:0 | Niue |  |
|  |       | 40:0 |      |  |

|  | Fidżi | 46:0 | Papua-Nowa Gwinea |  |
|  |       | 46:0 |                   |  |

|  | Papua-Nowa Gwinea |  | Niue |  |
|  |                   |  |      |  |

|  | Fidżi | 26:7 | Samoa |  |
|  |       | 26:7 |       |  |

|  | Samoa |  | Niue |  |
|  |       |  |      |  |

|  | Papua-Nowa Gwinea |  | Samoa |  |
|  |                   |  |       |  |

## Mecz o trzecie miejsce
|  | Papua-Nowa Gwinea | 38:0 | Niue |  |
|  |                   | 38:0 |      |  |

## Finał
|  | Fidżi | 31:5 | Samoa |  |
|  |       | 31:5 |       |  |